# Bohus-palota (Arad)
Az aradi Bohus-palota műemlék épület Romániában, Arad megyében. A romániai műemlékek jegyzékében az AR-II-m-B-00522 sorszámon szerepel.